# 富山県立となみ野高等学校
富山県立となみ野高等学校（とやまけんりつ となみのこうとうがっこう、英: Toyama Prefectural Tonamino High School）は、富山県小矢部市清水にある公立の高等学校。

## 概要
富山県民生涯学習カレッジ砺波地区センターと定時制単位制高校が一体となった生涯学習校として、2001年（平成13年）に設立された高校である。
2000年（平成12年）度までは富山県立砺波女子高等学校であったが、富山県内の高校の共学化の波にはあらがえず、地区生涯学習校併設の昼間定時制共学校として新たな道を拓くことになった。
校訓は、発見、挑戦、創造。

## 設置学科
- 昼間単位制Ⅰ部
  - 普通科
  - 総合福祉科
- 昼間単位制Ⅱ部
  - 普通科

## 沿革
個別に出典が提示されていない箇所の出典→
- 1923年（大正12年）4月 - 西砺波郡津沢町（現・小矢部市清水）で富山県立砺波高等女学校開校。
- 1929年（昭和4年） - 講堂竣工。
- 1947年（昭和22年）4月 - 専攻科設置ならびに学制改革により新制中学校併設。
- 1948年（昭和23年）
  - 4月 - 学制改革により富山県立砺波女子高等学校と改称。
  - 9月 - 県立高等学校普通科の統廃合ならびに学区制が実施され、男女共学の富山県立津沢高等学校および定時制水島分校設置。
- 1950年（昭和25年）4月 - 全日制家庭課程の設置。
- 1951年（昭和26年）4月 - 定時制家庭課程（昼間）の設置。
- 1953年（昭和28年）
  - 2月 - 本校の男女共学制廃止の前提として、女子のみ募集。
  - 3月 - 定時制水島分校廃校。
- 1955年（昭和30年）4月 - 富山県立砺波女子高等学校と再び改称。
- 1958年（昭和33年）4月 - 全日制被服課程の設置。
- 1959年（昭和34年） - 校歌を制定。
- 1961年（昭和36年）3月 - 定時制家庭課程募集停止。
- 1963年（昭和38年）4月 - 家庭課程、被服課程を家政科と改称。
- 1969年（昭和44年）4月 - 家庭科学科1学級設置。
- 1972年（昭和47年）4月 - 家庭科学科募集停止、普通科1学級増設。
- 1974年（昭和49年） - 校舎改築落成式典挙行。
- 1984年（昭和59年）
  - 同年中 - 市道拡張により所在地の表示を現在地に変更。
  - 8月 - PTA活動優秀実践校として全国表彰[要出典][3]。
- 1986年（昭和61年）3月 - 地方教育費調査について成績優秀につき文部大臣表彰[要出典][3]。
- 1987年（昭和62年） - ブロンズ少女像（永原廣作）建立。
- 1992年（平成3年）
  - 3月4日 - 弓道場（木造平屋建て、富山県西部の高校で初）竣工[4]。
  - 同年中 - 校門完成、前庭整備。
- 1993年（平成5年）4月 - 家政科に福祉コース設置、新制服を制定。
- 1995年（平成7年） - 体育館竣工。
- 1996年（平成8年）4月 - 家政科を生活福祉科と改称。
- 2000年（平成12年）
  - 3月 - 富山県立砺波女子高等学校普通科募集停止。
  - 同年中 - 新設校の校名および専門学科名の決定。
- 2001年（平成13年）
  - 1月 - 富山県立となみ野高等学校設置。
  - 3月 - 富山県立砺波女子高等学校生活福祉科募集停止。
  - 4月 - 男女共学の昼間定時制単位制高校・富山県立となみ野高等学校開校式、同時に併設の富山県民生涯学習カレッジ砺波地区センター開設式。
  - 同年中 - となみ野高等学校、砺波女子高等学校、砺波地区センターが合同で第1回となみキャンパスフェスティバル開催。
- 2002年（平成14年） - 富山県立雄峰高等学校通信制課程の協力校となる。となみ野高等学校としての第1回海外修学旅行実施（韓国）。
- 2003年（平成15年）3月 - 富山県立砺波女子高等学校閉校式。
- 2009年（平成21年） - 社会人が高校生と学ぶ「特別講座」を全ての教科で実施。

## 部活動
- 運動部 - バスケットボール、卓球、ソフトテニス、バドミントン、弓道、陸上競技
- 文化部 - 音楽（合唱・琴）、美術、茶道、書道、イングリッシュクラブ
- 同好会 - ボランティア

## 校歌
作詞：山本哲也、作曲：松本清

## アクセス
- 加越能バス（加越線）「となみ野高校前」停留所 徒歩約5分
- 小矢部市営バス（津沢線）「となみ野高校前」停留所 徒歩約1分

## 周辺
- 小矢部市立津沢中学校
- 小矢部川